# Severn Cullis-Suzuki
Severn Cullis-Suzuki, née le 30 novembre 1979 à Vancouver, est une militante écologiste, conférencière et présentatrice de télévision canadienne.

## Biographie
Severn Cullis-Suzuki est née en 1979. Elle est la fille de l'écrivaine universitaire Tara Elizabeth Cullis et du généticien David Suzuki.
En 1992, alors âgée de douze ans, Severn Cullis-Suzuki et ses camarades de l'Environmental Children's Organisation (ECO) réunissent suffisamment de fonds pour assister au sommet de la Terre à Rio de Janeiro. Le dernier jour du sommet, alors qu'elle comptait plier bagage, on lui accorde un temps de parole à la conférence,. Après son intervention, elle fut ovationnée par les participants. Al Gore lui aurait également dit que son discours est le meilleur qu'il ait entendu à Rio.
En 1993, elle publie aux éditions Doubleday un fascicule décrivant des étapes simples pour la protection de l'environnement dans les familles.
En 2002, Severn Cullis-Suzuki obtient un baccalauréat universitaire en sciences en écologie et biologie de l'évolution à l'université Yale.
Elle a donné plusieurs conférences de par le monde sur les questions environnementales. Pendant ces conférences, elle incite les auditeurs à définir leurs valeurs, agir en pensant au futur de la planète et les invite à prendre leurs responsabilités sur le sujet.
Au printemps 2002, Severn Cullis-Suzuki a participé au lancement d'un Think tank nommé The Skyfish Project. Elle est membre du Special Advisory Panel de Kofi Annan lors du Sommet de la Terre de Johannesbourg, en août 2002. À cette occasion, les membres du Skyfish Project ont proposé un projet nommé Recognition of Responsibility.
Severn Cullis-Suzuki a présenté plusieurs émissions de télévision dont le Suzuki's Nature Quest, un programme destiné aux enfants et diffusé sur la chaîne Discovery Channel en 2002.
Severn Cullis-Suzuki est le personnage principal du film documentaire Severn, la voix de nos enfants, réalisé par Jean-Paul Jaud, sorti en salles le 10 novembre 2010.
Greta Thunberg a été comparée à elle par son discours et son âge lors de son discours.

## Dans la culture
En 2009, le guitariste français MattRach et son groupe utilisent des extraits de son discours de 1992 dans leur titre Human Bullshit.
En 2010, le DJ français Laurent Wolf utilise son discours de 1992 pour en faire un titre : 2012 - Not The End Of The World.
En 2016, NINSKEEN utilise une partie de son discours dans le titre Make Your Actions Reflect Your Words.
En 2017, le groupe français Grands Boulevards utilise un extrait de son discours dans le titre Childen of Light .
En 2017, le groupe français Way For Nothing utilise son discours dans le titre Consciousness.
En 2016 et 2018, le musicien français Owen Le Guen utilise des extraits de son discours dans les titres Before Our Eyes et They Exist.
En 2018, on peut entendre quelques phrases de son discours de la version verticale du clip de Different World d'Alan Walker.
En 2018, Louise Tilleke peint un portrait de Severn Cullis-Suzuki qu'elle présente dans son exposition parisienne intitulée Ne demande pas à la Terre….
En 2022, pour le trentième anniversaire, l'artiste Selfish Patterns utilise des parties du discours dans le titre 1992.